# Patroclus

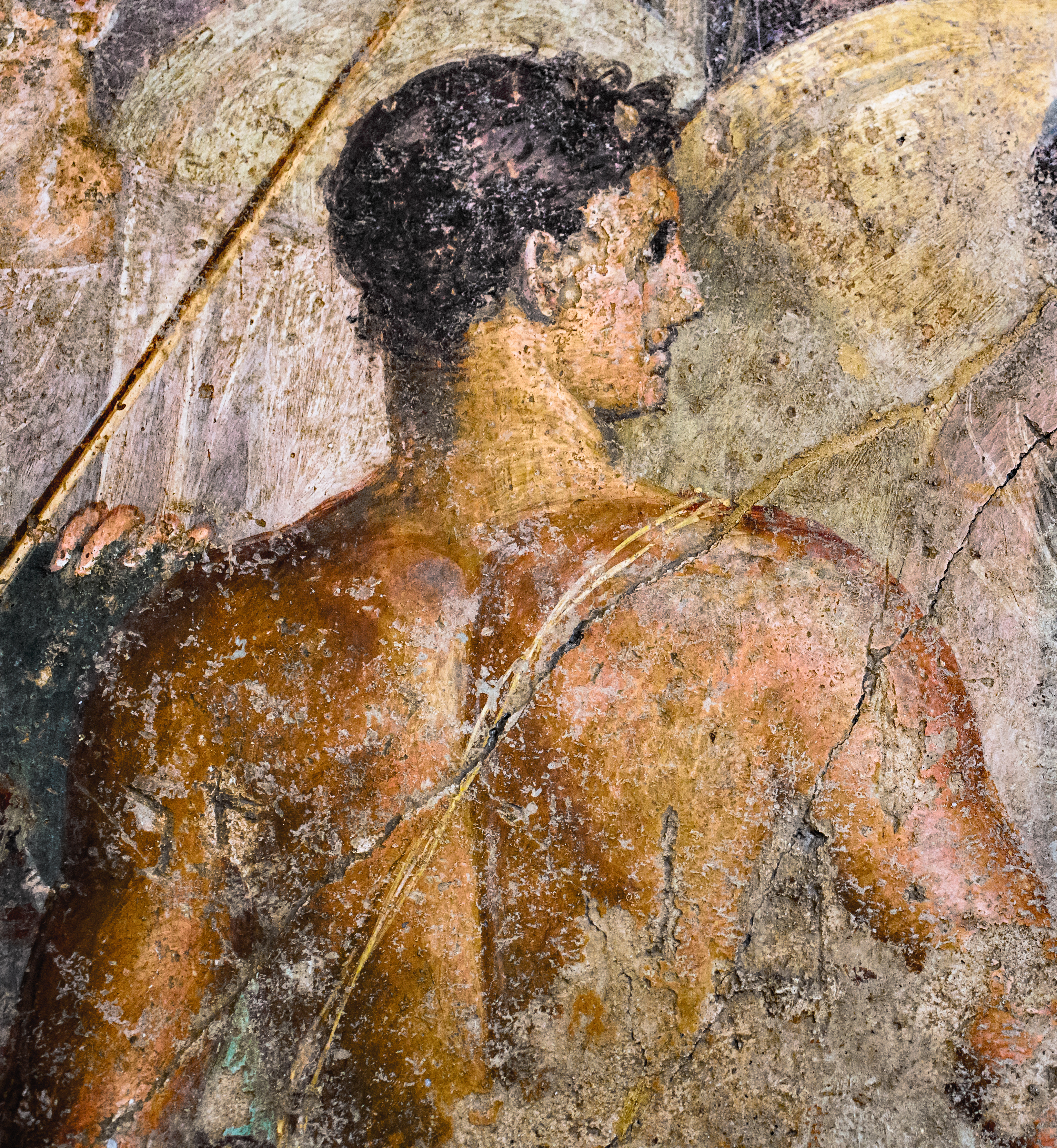
Patroclus trong một bức bích họa cổ ở thành Pompeii

Trong thần thoại Hy Lạp, được ghi lại trong sử thi Iliad của Homer, Patroclus / pəˈtroʊkləs / [a] (tiếng Hy Lạp cổ đại: Pátroklos, "vinh quang của người cha") là người bạn đồng hành thân thiết của chiến binh huyền thoại Achilles.

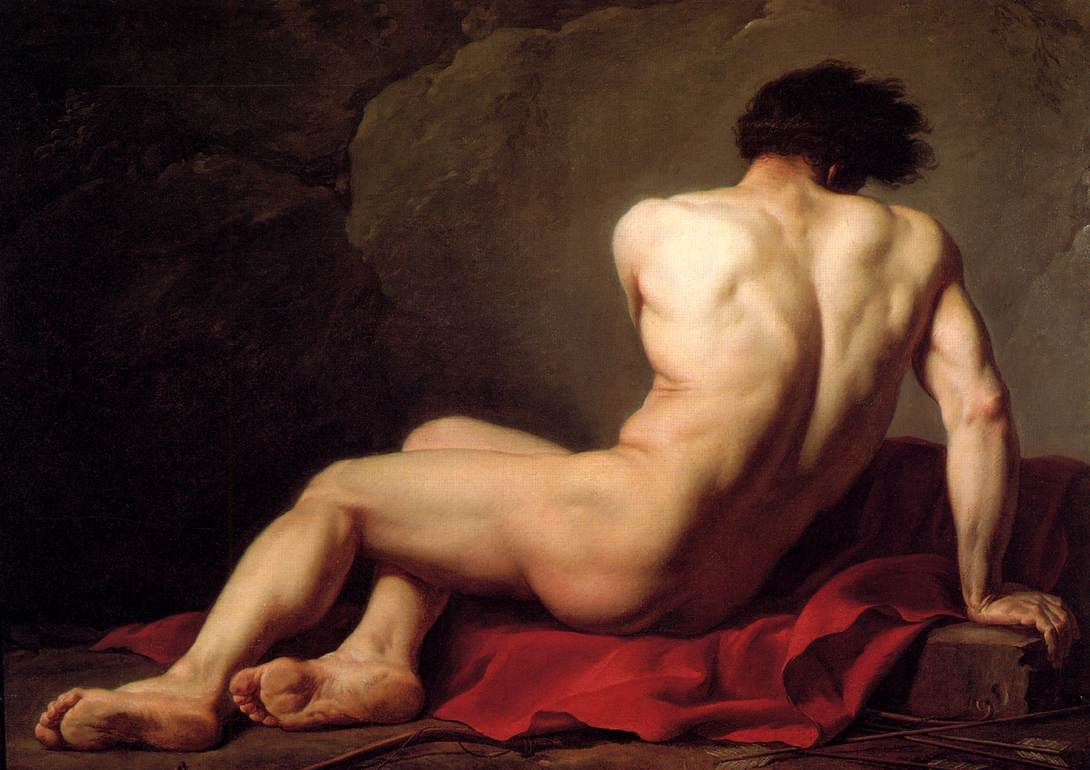
Patroclus, tranh của Jacques-Louis David (1780)

## Tên gọi
Tên Latinh hóa Patroclus bắt nguồn từ tiếng Hy Lạp cổ đại Pátroklos (Πάτροκλος), có nghĩa là “vinh quang của cha”, từ πατήρ (patḗr, "cha", gốc là pátr-) và κλέος (kléos, "vinh quang"). Một biến thể của tên này với cùng các thành phần nhưng sắp xếp khác nhau là Kleópatros, trong khi dạng nữ của tên này là Cleopatra.
Tên “Patroclus” trong tiếng Anh có ít nhất ba cách phát âm.
Bởi vì âm tiết trước cuối là âm nhẹ trong văn xuôi Latinh (pă′.trŏ.clŭs), nên âm tiết thứ ba từ cuối (antepenult) được nhấn trong tiếng Latinh và thường cũng được nhấn trong tiếng Anh, phát âm là /ˈpæt.rə.kləs/ (tương tự như “Sophocles”). Tuy nhiên, cách phát âm này hiếm khi được sử dụng: để thuận tiện cho nhịp thơ, Alexander Pope đã kéo dài nguyên âm “o” và đặt trọng âm vào đó trong bản dịch Homer của ông, theo truyền thống của thơ ca Hy Lạp và La Mã. Từ đó, cách phát âm Latinh pa.trō′.clus đã trở nên phổ biến, với cách phát âm trong tiếng Anh là /pəˈtroʊ.kləs/.
Hơn nữa, vì trong văn xuôi, một âm “o” ngắn (omicron) trong âm tiết trước cuối của từ gốc Hy-La chỉ được nhấn nếu nằm trong âm tiết đóng, nên đôi khi đã có sự phân tích sai rằng âm tiết này là đóng (*pă.trŏc′.lŭs), điều này khiến nguyên âm “o” trong tiếng Anh bị rút ngắn lại, dẫn đến cách phát âm khác là /pəˈtrɒk.ləs/.

## Mô tả
Theo lời kể của Dares the Phrygian, Patroclus được mô tả là "... đẹp trai và có thân hình khỏe khoắn. Đôi mắt của anh màu xám. Anh khiêm tốn, đáng tin cậy, khôn ngoan và là một người được ban tặng sự giàu có."

## Gia đình
Patroclus là con của Menoetius với Philomela hoặc Polymele, Sthenele, Periopis, hoặc Damocrateia. Người chị em họ duy nhất của anh là Myrto, có với Heracles một người con là Eucleia . Homer cũng nhắc đến Menoetius là người đã trao Patroclus cho Peleus. Menoetius là con trai của Actor, vuaa thành Opus ở Locris với Aegina, con gái của Asopus. 
| Mối quan hệ   | Tên                      | Nguồn | Nguồn    | Nguồn     | Nguồn   | Nguồn      | Nguồn       | Nguồn       | Nguồn    | Nguồn   | Nguồn      | Nguồn   |
| Mối quan hệ   | Tên                      | Homer | Homer    | Homer     | Pindar  | Apollonius | Philocrates | Apollodorus | Plutarch | Hyginus | Eustathius | Tzetzes |
| Mối quan hệ   | Tên                      | Iliad | Sch. Il. | Sch. Ody. | Scholia | Scholia    | Philocrates | Apollodorus | Plutarch | Hyginus | Eustathius | Tzetzes |
| ------------- | ------------------------ | ----- | -------- | --------- | ------- | ---------- | ----------- | ----------- | -------- | ------- | ---------- | ------- |
| Cha mẹ        | Menoetius                | ✓     |          |           |         |            |             |             |          |         |            |         |
| Cha mẹ        | Menoetius và Sthenele    |       | ✓        |           |         | ✓          |             | ✓           |          |         |            |         |
| Cha mẹ        | Menoetius và Philomela   |       |          | ✓         |         |            |             |             |          | ✓       | ✓          | ✓       |
| Cha mẹ        | Menoetius và Polymele    |       |          |           |         |            | ✓           | ✓           |          |         |            |         |
| Cha mẹ        | Menoetius và Damocrateia |       |          |           | ✓       |            |             |             |          |         |            |         |
| Cha mẹ        | Menoetius và Periopis    |       |          |           |         |            |             | ✓           |          |         |            |         |
| Anh chị em họ | Myrto                    |       |          |           |         |            |             |             | ✓        |         |            |         |

## Thần thoại

### Những năm đầu đời

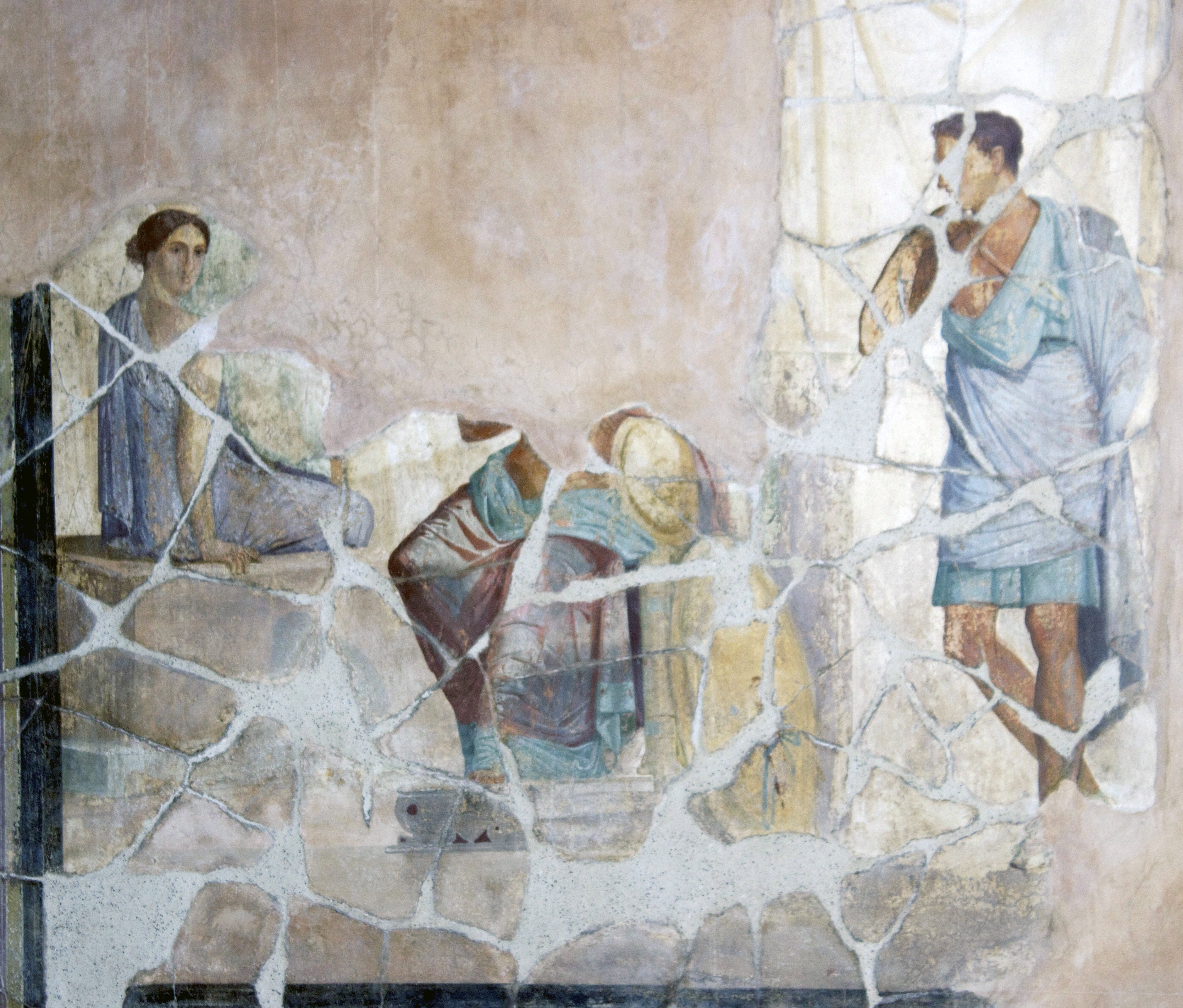
Một bức bích họa ở Pompeii mô tả Achilles ngồi giữa Briseis và Patroclus trong lều quân

Khi còn nhỏ, Patroclus đã vô tình giết chết bạn chơi của mình là Clysonymus trong một trò chơi xúc xắc. Do đó, cậu bị trục xuất khỏi quê nhà là Opus, và cha cậu là Menoetius đã gửi cậu đến với Peleus, vua xứ Phthia và là cha của Achilles.
Peleus đã gọi Patroclus là “cận vệ” (squire) của Achilles, và cả hai lớn lên cùng nhau, trở thành đôi bạn thân thiết.
Patroclus đóng vai trò như một hình mẫu nam tính cho Achilles, vừa hiền hậu hơn vừa khôn ngoan hơn trong việc đưa ra lời khuyên.
Tuổi thơ của Patroclus, bao gồm việc cậu phải chạy trốn đến nhà Peleus, được thuật lại sau này trong tác phẩm Iliad, khi hồn ma của cậu hiện về với Achilles để nhắc lại quá khứ và khuyên anh lo liệu việc chôn cất mình.
Theo Photius, Ptolemy Hephaestion (có thể là ám chỉ Ptolemy Chennus) viết rằng Poseidon, thần biển cả, cũng yêu mến Patroclus và đã dạy cậu nghệ thuật cưỡi ngựa.

### Chiến tranh thành Troia

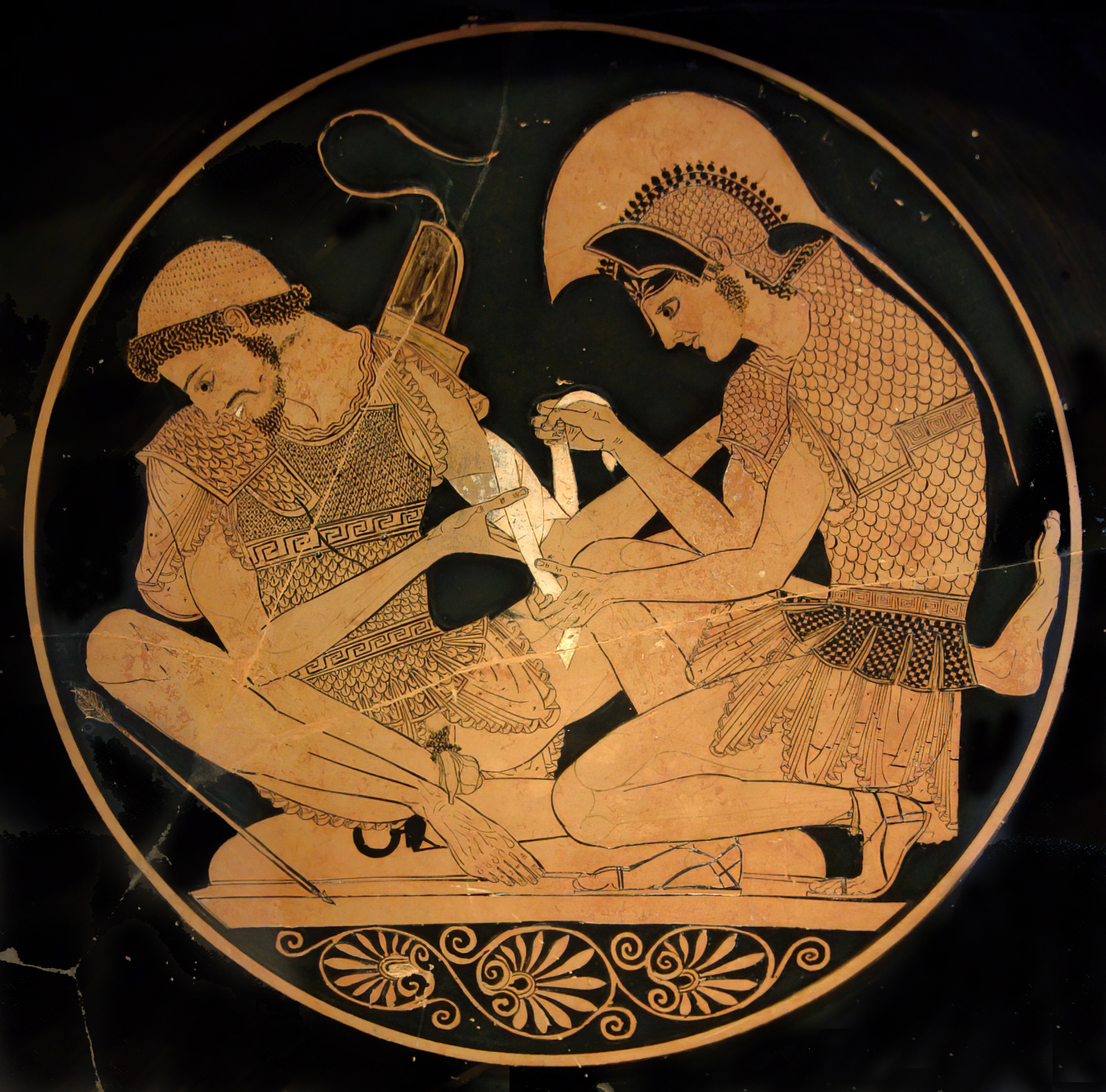
Một chiếc cốc mô tả Achilles đang băng bó cánh tay cho Patroclus, do họa sĩ Sosias vẽ.

Theo Iliad, khi cục diện Chiến tranh thành Troia chuyển sang bất lợi cho người Hy Lạp và quân Troia bắt đầu uy hiếp các chiến thuyền, Patroclus đã thuyết phục Achilles cho phép mình dẫn quân Myrmidon ra trận. Achilles đồng ý và trao cho Patroclus bộ giáp mà anh đã nhận từ cha mình, để Patroclus giả dạng làm Achilles. Achilles cũng dặn Patroclus sau khi đẩy lùi quân Troia khỏi các con tàu thì phải quay về ngay.(tr353 book 16, lines 64–87)
Tuy nhiên, Patroclus đã không làm theo lời Achilles mà tiếp tục truy đuổi quân Troia đến tận cổng thành Troy. Patroclus đã giết nhiều chiến binh Troia và đồng minh, bao gồm cả Sarpedon, con trai của thần Zeus.(trp. 363, book 16, line 460)
Khi chiến đấu, Patroclus bị thần Apollo làm cho mất lý trí, sau đó bị Euphorbos phóng giáo trúng.
Sau đó, Hector đã kết liễu Patroclus bằng cách đâm ngọn giáo vào bụng cậu.(trp. 373, book 16, lines 804–822)

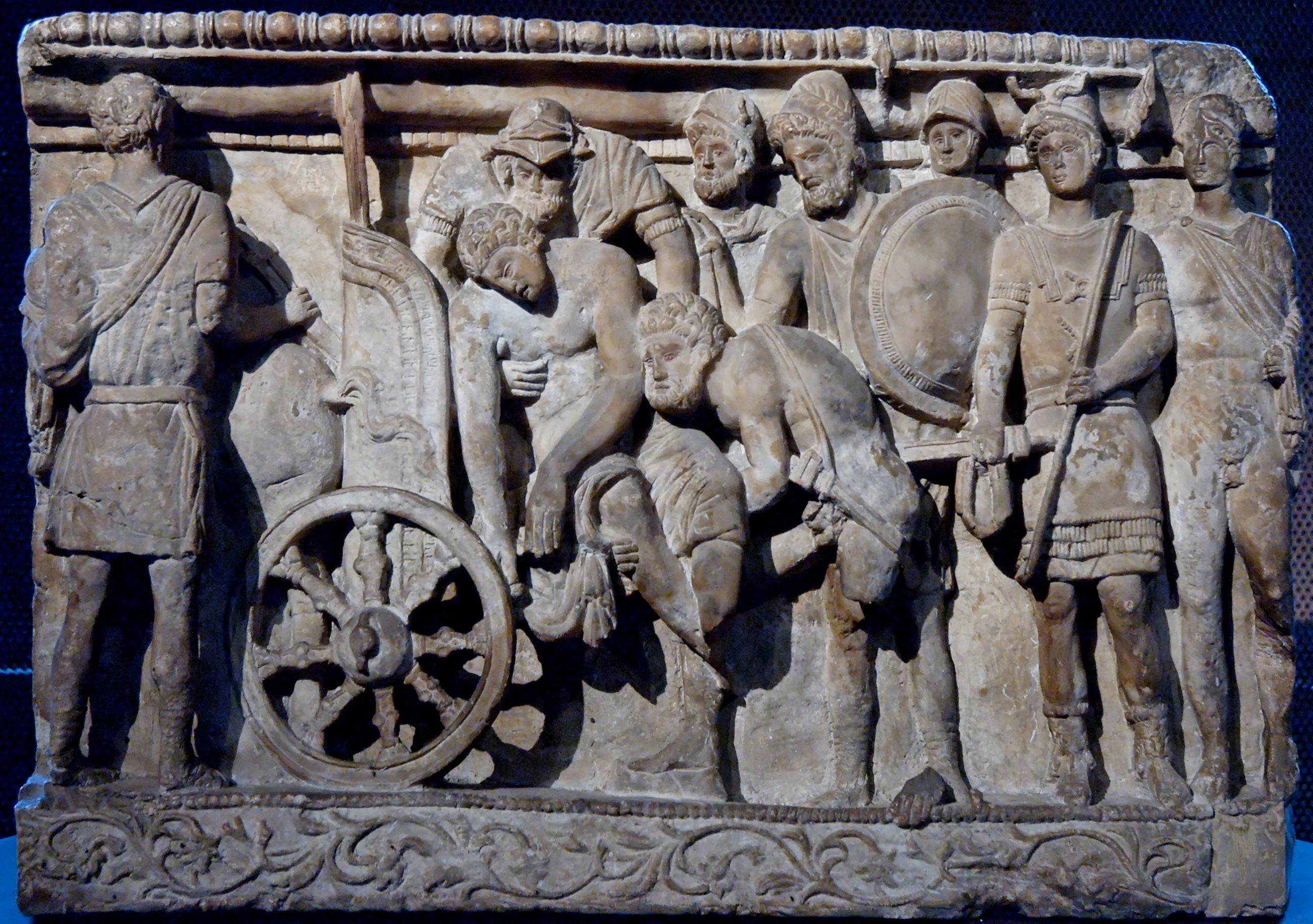
Menelaus và Meriones nâng thi thể của Patroclus, trong khi Odysseus và những người khác đứng nhìn (phù điêu Etruscan, thế kỷ 2 TCN)

Achilles đã đem thi thể của Patroclus về sau khi nó bị Hector lột giáp, và được Menelaus cùng Ajax Đại đế bảo vệ trên chiến trường.
Achilles không cho chôn cất Patroclus cho đến khi linh hồn của cậu hiện về và yêu cầu được an táng để có thể đi vào Âm phủ.(trp. 474, book 23, lines 69–71)
Sau đó, Patroclus được hỏa táng trên một giàn hỏa thiêu, được phủ bằng tóc của những người bạn đau buồn. Việc cắt tóc là biểu tượng của tang lễ, đồng thời là dấu hiệu cho sự chia ly giữa người sống và người chết, cho thấy Patroclus được mọi người vô cùng yêu mến.(tr561)
Tro cốt của Achilles được cho là đã được chôn cùng với tro của Patroclus trong một bình vàng bên bờ Hellespont.

## Mối quan hệ với Achilles
Mặc dù trong truyền thống Homer không đề cập rõ ràng đến quan hệ tình dục giữa Achilles và Patroclus, một số tác giả Hy Lạp sau này đã viết về những gì họ cho là ẩn ý trong văn bản liên quan đến mối quan hệ của họ. Ví dụ, nhà viết kịch Aeschylus và triết gia Phaedrus đều cho rằng giữa hai người có một mối quan hệ rõ ràng. Aeschylus gọi Achilles là erastes (người yêu lớn tuổi), còn Phaedrus thì xem Achilles là eromenos (người tình trẻ tuổi) trong mối quan hệ.
Morales và Mariscal cho rằng “có một truyền thống tranh luận xoay quanh bản chất mối quan hệ giữa hai vị anh hùng này.”

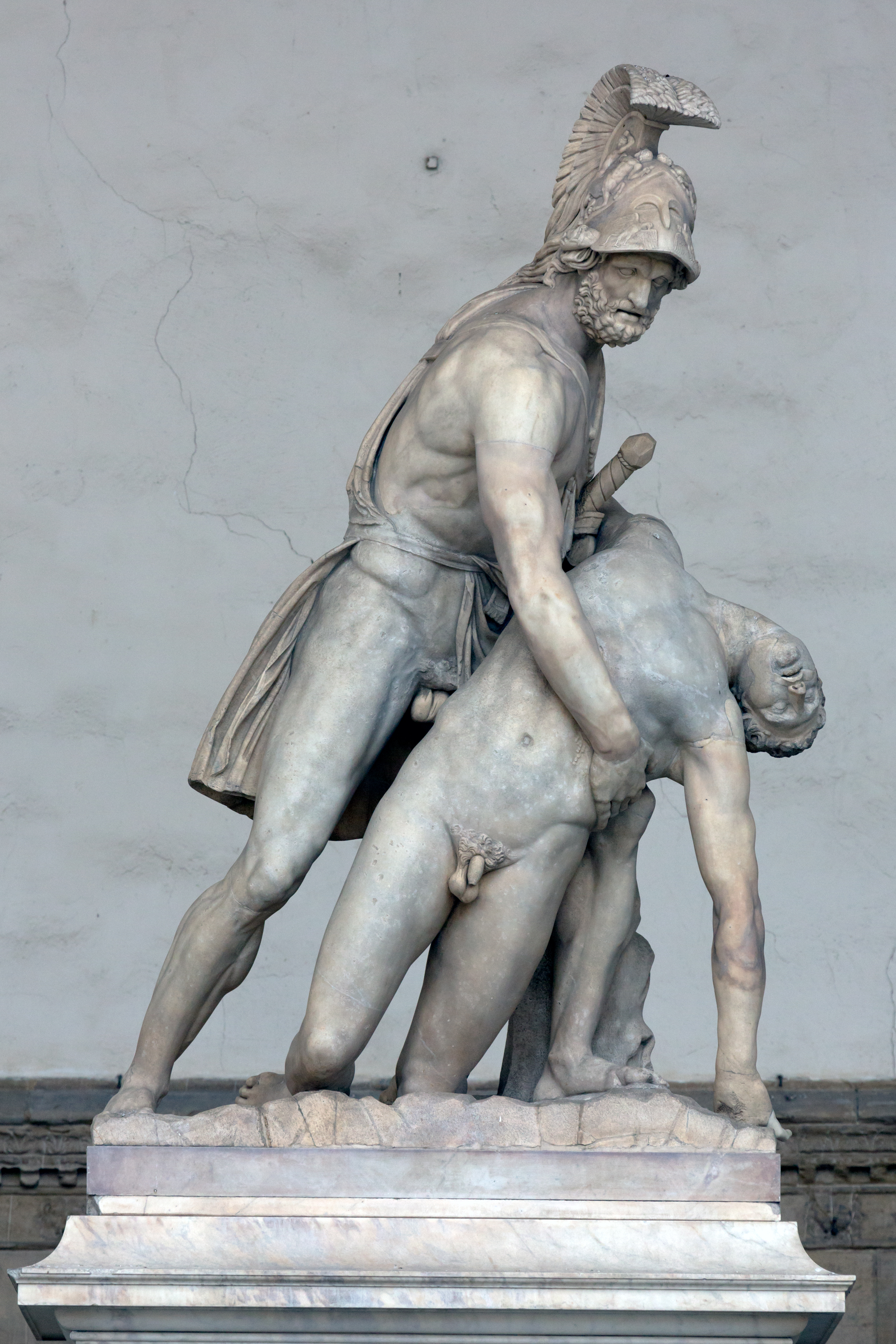
Thi thể của Patroclus được Menelaus mang đi – tác phẩm điêu khắc La Mã, Florence, Ý

Theo học giả Ledbetter (1993), có một cách nhìn cho rằng Patroclus đại diện cho mặt nhân hậu trong con người Achilles – người nổi tiếng với cơn thịnh nộ, được nhắc đến ngay câu đầu tiên trong Iliad. Ledbetter kết nối cách Achilles và mẹ mình là Thetis giao tiếp với mối liên kết giữa Achilles và Patroclus. Bà so sánh cách Thetis an ủi Achilles đang khóc trong quyển 1 với cách Achilles an ủi Patroclus khi cậu khóc trong quyển 16. Achilles thậm chí sử dụng hình ảnh ví von một cô gái trẻ đang khóc nhìn mẹ để miêu tả Patroclus. Theo Ledbetter, điều này đặt Patroclus vào vai trò lệ thuộc và yếu thế hơn so với Achilles.
Tuy nhiên, Iliad lại nói rõ rằng Patroclus lớn tuổi hơn Achilles, điều này phủ nhận ý tưởng rằng Patroclus là người nhỏ tuổi hoặc thấp kém hơn trong quan hệ giữa hai người.
Nhà phê bình James Hooker phân tích vai trò văn học của nhân vật Patroclus trong Iliad. Ông nói rằng có thể có một nhân vật khác làm người tâm tình cho Achilles, nhưng chỉ có Patroclus mới mang lại lý do hợp lý cho cơn thịnh nộ và sự trở lại chiến đấu của Achilles. Hooker cho rằng nếu không có cái chết của Patroclus – sự kiện làm Achilles đau buồn sâu sắc – thì hành động tiếp theo của Achilles sẽ phá vỡ sự cân bằng của Iliad.
Hooker cũng nhấn mạnh rằng mối quan hệ đầy tình cảm giữa Achilles và Patroclus là điều cần thiết để tạo nên một bi kịch sâu sắc hơn – tình cảm càng lớn, mất mát càng đau đớn. Ông phản bác quan điểm của Ledbetter rằng Patroclus là hình ảnh thay thế cho Achilles, mà thay vào đó coi cậu là một đối trọng – một phần phản chiếu tính cách Achilles. Hooker nhấn mạnh rằng chính Patroclus là người đầu tiên đẩy lùi quân Troia, điều mà ông xem là hành động anh hùng và là điềm báo trước cho những gì Achilles sẽ làm sau đó.
Achilles và Patroclus cùng lớn lên bên nhau sau khi cha của Patroclus, Menoetius gửi cậu đến sống cùng cha của Achilles là Peleus. Trong thời gian này, Peleus gọi Patroclus là một trong các trợ tá (henchmen) của Achilles.
Dù Iliad không nói rõ rằng hai người là tình nhân, nhưng một số tác giả sau này đã đưa ra giả thuyết đó.

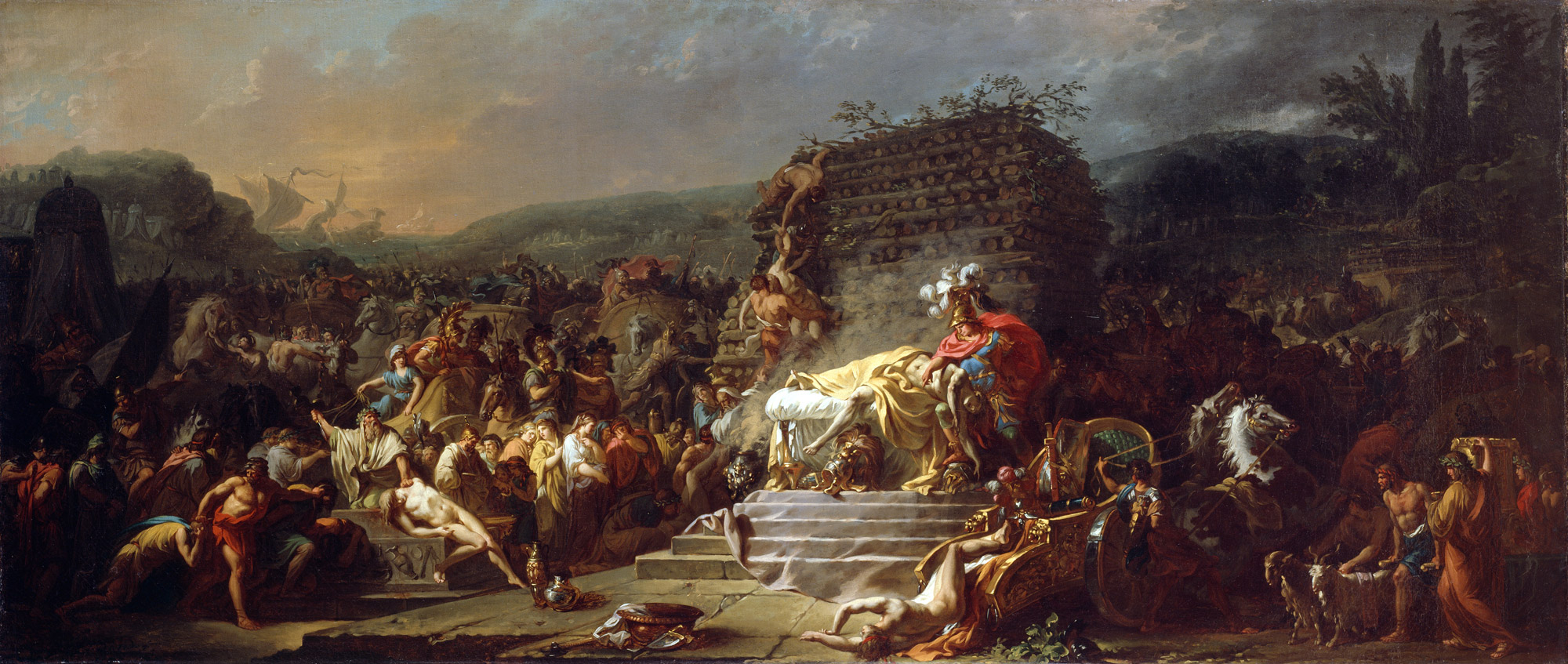
Lễ tang Patroclus của họa sĩ Jacques-Louis David, năm 1778

Nhà hùng biện Aeschines cho rằng không cần thiết phải tuyên bố rõ ràng về mối quan hệ yêu đương giữa hai người, bởi vì điều đó “hiển nhiên với những người có học thức.” Trong những tác phẩm Hy Lạp sau này, như Symposium của Plato, mối quan hệ giữa Patroclus và Achilles được xem là hình mẫu của tình yêu lãng mạn. Tuy nhiên, trong tác phẩm Symposium của Xenophon, Socrates lại cho rằng không chính xác khi gọi quan hệ đó là tình yêu nam-nam.
Dù vậy, mối quan hệ giữa Achilles và Patroclus được cho là đã truyền cảm hứng cho mối quan hệ thân thiết của Alexander Đại đế với người bạn đồng hành suốt đời là Hephaestion.
Trong Iliad, Achilles nhỏ tuổi hơn Patroclus. Điều này củng cố quan điểm của Dowden về quan hệ erastes-eromenos, một hình thức gắn bó giữa một nam thanh niên với người đàn ông trưởng thành vừa trải qua giai đoạn trưởng thành trước đó. Dowden cũng lưu ý rằng những mối quan hệ kiểu này thường mang tính nghi lễ chuyển tiếp.
Tuy nhiên, nhà thơ La Mã Statius trong tác phẩm Achilleid lại viết rằng hai người có thể cùng tuổi hoặc cư xử như thể họ cùng trang lứa.
Patroclus cũng là một nhân vật trong vở kịch Troilus and Cressida của William Shakespeare. Trong vở kịch, Achilles – khi đó đang lười nhác, bị mê mẩn bởi Patroclus, và các nhân vật khác phàn nàn rằng hai người quá bận… "ân ái" với nhau nên không chịu ra trận.